# Pelomedusa barbata
Pelomedusa barbata is een schildpad uit de familie pelomedusa's (Pelomedusidae).

## Naam en indeling
De schildpad werd voor het eerst wetenschappelijk beschreven door Alice Petzold, Mario Vargas-Ramírez, Christian Kehlmaier, Melita Vamberger, Wiliam R. Branch, Louis de Preex, Margaretha D. Hofmeyr, Leon Meyer, Alfred Schleiger, Pavel Široký en Uwe Fritz in 2014. Omdat het dier pas in 2014 werd beschreven is de soort in veel literatuur nog niet bekend.
De soortaanduiding barbata betekent vrij vertaald 'een baard hebbend'. Deze naam slaat op de baarddraden onder de kin van de schildpad.

## Verspreidingsgebied
Pelomedusa barbata komt voor in delen van Afrika en leeft endemisch in Jemen.

## Uiterlijke kenmerken
Het rugschild bereikt een lengte van 21,6 centimeter. Het rugschild heeft een lichtbruine kleur, het buikschild is geel van kleur en ongevlekt. Onder de kop zijn twee of drie baarddraden aanwezig die relatief groot zijn. De temporaalschub kan zowel gepaard als ongepaard zijn. Het holotype had zelfs een gepaarde schub aan de linkerzijde en een ongepaarde schub aan de rechterzijde.